# Абакумов, Александр Викторович
Алекса́ндр Ви́кторович Абаку́мов (4 октября 1929, село Замьяны, Енотаевский район, Астраханская область, РСФСР, СССР — 14 марта 2020) — Герой Социалистического Труда, заместитель начальника по безопасности мореплавания управления «Мурмансельдь».

## Биография
Родился в селе Замьяны Енотаевского района Астраханской области в семье потомственного рыбака.
Проучившись 7 классов в школе № 48 Астрахани, в 1944 году поступил в Ленинградский техникум нефтяной промышленности, но проучившись год, решил сменить специальность. Поступил в Астраханский рыбопромышленный техникум на судоводительское отделение. Во время ежегодной практики в техникуме записался в штат в качестве матроса и работал на буксире в северной части Каспийского моря. Успешно окончив техникум в 1948 году, по направлению уехал в Мурманск, где сначала работал в траловом флоте в качестве матроса, затем штурманом малого плавания и впоследствии был 3-м помощником капитана рыболовного траулера МТ.
В декабре 1949 года было принято решение о создании специализированного флота для добычи сельди, и группа мурманских рыбаков, в которую входил и Александр Абакумов, была направлена в только что созданную «Мурмансельдь», в которой тогда было только 8 судов прибрежного лова. Абакумов был назначен старшим помощником, а через год — капитаном СРТ-459, став в 20 лет самым молодым в этой должности. В 1954 году принял СРТ-4167 «Африка», позднее переименованный в «Фестивальный».
В 1954 году был капитаном СРТ 4167 «Африка» и по предложению капитана экипаж включился в соревнование за 10 тысяч центнеров вылова рыбы на одно судно, который был перешагнут в канун 1955 года экипаж «Африки». За освоение круглогодичного лова сельди в 1954 году был награждён орденом «Знак Почёта». Вскоре весь флот по вылову сельди, взяв пример с Абакумова, перешёл на круглогодичный лов рыбы.
В 1957 году экипажем Абакумова было выловлено 11 246 центнеров трески и сельди, а в 1958 году — 12 тысяч центнеров рыбы. За 5 лет команда корабля, выловив сверх плана 8121 центнер рыбы, имела сверхплановую прибыль в размере 103 700 рублей.
Не выполняющим план кораблям Абакумов оказывал большую практическую помощь: учил разбираться в промысловой обстановке, правильно использовать орудия лова. Благодаря Абакумову многие суда повысили производительность труда, улучшили экономические показатели и экипажи кораблей выходили из прорыва.
В 1959 году вступил в КПСС.
В 1962 году СРТ-22 «Локатор», которым командовал Абакумов, стал настоящим кораблём-академией с почётным званием «опорнопоказательный траулер», и капитан Абакумов с его командой своим примером учили личный состав других судов преодолевать трудности и увлекали их на выполнение рейсовых заданий.
В марте 1962 года был назначен заместителем начальника по безопасности мореплавания управления «Мурмансельдь».
Указом Президиума Верховного Совета СССР от 13 апреля 1963 года за выдающиеся успехи в достижении высоких показателей добычи рыбы и производства рыбной продукции Абакумову присвоено звание Героя Социалистического Труда с вручением ордена Ленина и Золотой медали «Серп и Молот».
В 1965 году был назначен начальником Северо-Атлантической экспедиции на Шпицбергене, а в 1967 году — заместителя начальника управления «Мурмансельдь».
В 1971 году окончил Высшую партийную школу.
С 1993 года работал главным капитаном, заместителем директора по безопасности мореплавания компании «Северная Корона», колхоза «Поной» Мурманского рыбакколхозсоюза.
В 2003 году ушёл на пенсию.

## Общественная деятельность
Неоднократно избирался в Совет депутатов Октябрьского района Мурманска, был председателем Совета ветеранов войны и труда района, председателем президиума Мурманского фонда ветеранов.
Был инициатором внедрения в производство новых, прогрессивных орудий лова, современных технологий обработки рыбы и был одним из разработчиков технологии производства сельди «ящичного» посола с процентной солёностью в 5-7 %.

## Память
- Имя присвоено строящемуся траулеру[4].

## Мемуары
В 2008 году вышла в свет книга «Проверено жизнью. Воспоминания старого капитана».
- Абакумов, Александр Викторович на «Родоводе». Дерево предков и потомков

## Награды
- Медаль «Серп и Молот» (1963 год);
- Орден Ленина (1963 год);
- Орден «Знак Почёта» (1954 год);
- медали;
- Почётный гражданин города-героя Мурманска (1998 год).